# 广东天井山国家森林公园
广东天井山国家森林公园位于广东省韶关市乳源瑶族自治县，前身为天井山林场，2008年12月被国家林业局批准为国家森林公园。